# Người Mashco-Piro
Người Mashco-Piro hay còn gọi là bộ lạc Mascho Piro, cũng còn được biết đến với tên gọi là người Cujareño là một bộ lạc thuộc các nhóm người bản địa Nam Mỹ và sinh sống chính bằng hình thức săn bắn và hái lượm, những người này có thói quen sinh sống ở những vùng xa xôi thuộc rừng rậm Amazon và tách biệt với thế giới bên ngoài. Hiện họ đang sinh sống trong khu vực của công viên ở Peru và có hàng trăm thành viên

## Lịch sử
Mashco-Piro là một trong những bộ lạc sống tách biệt với thế giới bên ngoài. Bộ lạc Mashco-Piro nói sử dụng ngôn ngữ Piro. Thuật ngữ "Mashco" được sử dụng lần đầu tiên bởi Padre Biedma vào1687 khi mô tả về những người Hamara.
Vào năm 1894, rất nhiều người thuộc bộ lạc Mashco-Piro bị tàn sát bởi những tay súng thuộc quân đội của Carlos Fitzcarrald đang đóng trú tại Manú Riverarea. Những người còn sống sót phải rút vào sâu trong những khu vực rừng rậm để sinh sống ổn định từ đây, thỉnh thoảng bộ lạc Mashco-Piro di cư trong rừng suốt mùa khô.
Tuy vậy, hoạt động khai thác gỗ và phát triển đô thị gần đây đã thu hẹp đáng kể diện tích sống của bộ lạc Mashco-Piro. Vào năm 1998, tổ chức IWGIA ước đoán số người của bộ lạc này từ khoảng 100 cho đến 250, vào năm 1976 họ ước đoán dân số của bộ lạc này từ 20 đến 100.
Giới chức địa phương đã ra lệnh cấm người ngoài tiếp xúc với người Mashco-Piro, vì cho rằng hệ miễn dịch của bộ lạc này không thể chống lại các loại dịch bệnh truyền nhiễm và dân làng không thể tiếp xúc với bộ lạc Mashco-Piro vì các bệnh truyền nhiễm có thể giết thổ dân.
Cũng đã có những cuộc chiến nổ ra giữa người Mashco-Piro và những kẻ xâm lấn bất hợp pháp nhằm bảo vệ mảnh đất thiêng liêng do tổ tiên bộ lạc để lại, người Mashco-Piro còn bắn cung tên vào các đoàn khách du lịch ngồi trên tàu khi họ bơi ngang qua khu vực bộ lạc sinh sống.
Trong những năm 2013, Cơn đói khiến họ không mãi ẩn mình trong những cánh rừng. này nữa. Các thành viên của một trong những bộ lạc bí ẩn nhất hành tinh đã phải xuất hiện để xin thức ăn, một nhóm nhỏ của bộ lạc Mashco-Piro đã liên lạc với người dân bản địa để xin chuối. Các thổ dân thậm chí còn nhảy xuống sông để nhận thức ăn. Dân bản địa đã thả một chiếc xuồng để gửi thức ăn cho họ,